# Embriologia do sistema urinário
Embriologicamente, o desenvolvimento do sistema urinário está intimamente associado ao do sistema genital. Ambos se desenvolvem a partir de uma diferenciação do mesoderma intermediário, a crista urogenital, localizada ao longo da parede posterior da cavidade abdominal.

## Rins e Ureteres
Uma parte da crista urogenital forma o sistema urinário, o cordão nefrogênico. Desse cordão derivam três conjuntos de órgãos excretores no sentido crânio-caudal. O primeiro é o pronefro, que aparece no início da quarta semana de gestação e não é funcional. Porém os ductos pronéfricos originados do pronefro persistem e são utilizados pelos rins seguintes.
O segundo par de rins é uma estrutura provisória chamada mesonefro, que se desenvolve a partir da quarta semana e desaparece após 4 semanas. Os túbulos desse sistema excretor provisório se abrem nos ductos mesonéfricos, que eram os ductos pronéfricos.
Já o metanefro, que origina os rins permanentes, se desenvolve a partir da quinta semana. Os rins permanentes se desenvolvem a partir do divertículo metanéfrico e da massa metanéfrica de mesoderma intermediário. O divertículo metanéfrico, uma evaginação do ducto mesonéfrico, forma o ureter, a pelve renal, os cálices e tubos coletores.
O ducto penetra na massa metanéfrica e se dilata, formando a pelve renal, e se divide em porções cranial e caudal, os cálices maiores. Esses cálices vão se ramificando e formando gerações de ramificações que posteriormente formarão os cálices menores e as pirâmides renais.
A massa metanéfrica do mesoderma intermediário é induzida pelos túbulos coletores a formar vesículas metanéfricas, que se alongam, formando os túbulos metanéfricos, os quais se desenvolvem e têm suas extremidades invaginadas pelos glomérulos. Os néfrons confluem para os túbulos coletores.
A ramificação do divertículo metanéfrico depende da indução pelo mesoderma metanefrogênico e a diferenciação dos néfrons, da indução pelos túbulos coletores.
O rim ascende gradualmente conforme o embrião cresce, porém é uma ascensão relativa, consequente do crescimento mais pronunciado do embrião na direção oposta aos rins. Durante essa migração, o rim gira medialmente quase 90 graus e seu hilo fica voltado para a porção medial do embrião. Conforme ascende no embrião, o rim recebe suprimento arterial de diferentes ramos arteriais, a princípio de ramos das artérias ilíacas, posteriormente de ramos da aorta abdominal.

## Bexiga
O desenvolvimento da bexiga ocorre principalmente a partir da parte vesical do seio urogenital, sendo ela é inicialmente contínua com a alantóide, a qual sofre constrição e se torna um cordão fibroso, o úraco, que une o umbigo ao ápice da bexiga. A bexiga em recém-nascidos e crianças se localiza no abdome, só se tornando um órgão pélvico após a puberdade.